# Parrya kuramensis
Parrya kuramensis är en korsblommig växtart som beskrevs av Viktor Petrovitj Botjantsev. Parrya kuramensis ingår i släktet Parrya och familjen korsblommiga växter. Inga underarter finns listade i Catalogue of Life.